# 학성고등학교
학성고등학교(鶴城高等學校)는 대한민국 울산광역시 남구 신정동에 위치한 공립 고등학교이다.

## 학교 연혁
- 1964년 11월 9일 : 학교 법인 울산 육영회 설립
- 1968년 11월 20일 : 학성고등학교 12학급 설립인가
- 1969년 3월 7일 : 개교(1학년 4학급 입학)
- 1970년 9월 18일 : 교사 이전 및 준공식(개교기념일로 정함)
- 1982년 3월 1일 : 설립자 변경으로 공립 고등학교로 전환
- 1983년 7월 24일 : 부설방송통신고등학교 설립인가
- 1991년 5월 29일 : 교사 신축 (4층 45개 교실)
- 1998년 2월 12일 : 체육관(비학관) 및 별관교실(6실) 완공
- 1999년 10월 17일 : 비학상 건립
- 2002년 2월 10일 : 별관 교실(16실) 완공
- 2012년 9월 14일 : 37학급 인가
- 2015년 6월 15일 : 부설방송통신중학교 설립인가
- 2020년 2월 13일 : 제49회 졸업 304명(총 졸업생 수 25,396명)
- 2024년 3월 1일 : 제20대 박순길 교장 취임
- 2025년 3월 4일 : 2025학년도 신입생 230명 입학

## 참고 자료
- 학성고등학교 - 한국교육학술정보원 학교알리미